# Bartłomiej Sienkiewicz
Bartłomiej Henryk Sienkiewicz, né le 29 juillet 1961, est un journaliste et homme politique polonais.

## Biographie
Dans les années 1980, il travaille avec l'opposition démocratique. Il est membre de Niezależna Oficyna Studentów (association indépendante des étudiants, NOS) de Cracovie, et s’occupe notamment d'imprimer et diffuser des publications clandestines.
Il est diplômé de la faculté de philosophie et d'histoire à l'université Jagellonne.
En 1988, il fait partie du comité d'organisation de la Conférence internationale des droits de l'homme de Cracovie (pl).
Après 1989, il contribue à la création du Bureau de protection de l'État (Urząd Ochrony Państwa) puis est un des fondateurs du Centre d'études orientales (Ośrodek Studiów Wschodnich), dont il est directeur-adjoint pendant 8 ans (1991–1993, 1996–2001) avant de quitter la fonction publique, tout en étant conseiller du maréchal de la diète Maciej Płażyński (2003–2005).
Il enseigne également à l'Académie de la Défense nationale (pl) et publie de nombreux articles et chroniques, notamment dans Tygodnik Powszechny, sur la politique de sécurité de et défense et la politique à l'Est.
Le 20 février 2013, il est choisi par le président du Conseil des ministres Donald Tusk pour occuper le poste de ministre de l'Intérieur. Il prend ses fonctions cinq jours plus tard.
Le 13 décembre 2023, il devient ministre de la Culture et du Patrimoine national et président du Comité d'intérêt public dans le troisième gouvernement de Donald Tusk.

## Famille
Il est l'arrière-petit-fils de l'écrivain polonais, lauréat du prix Nobel en 1905, Henryk Sienkiewicz. Il est marié et a deux fils et une fille.